# Trialeurodes sardiniae
Trialeurodes sardiniae là một loài côn trùng cánh nửa trong họ Aleyrodidae, phân họ Aleyrodinae.
Trialeurodes sardiniae được Rapisarda miêu tả khoa học đầu tiên năm 1986.